# (53252) Sardegna
(53252) Sardegna ist ein Asteroid des Hauptgürtels, der am 13. März 1999 vom Schweizer Amateurastronomen Stefano Sposetti (* 1958) am Osservatorio Astronomico di Gnosca (IAU-Code 143) in der Schweiz entdeckt wurde.
Der Asteroid wurde am 20. Mai 2008 nach der italienischen Mittelmeerinsel Sardinien benannt, die – nach Sizilien – die zweitgrößte Insel im Mittelmeer ist.